# 二磷烯
二磷烯又称乙磷烯，是一种磷的氢化物，化学式为(PH)2。它存在E型和Z型的顺反异构体。二磷烯也是二膦烯类化合物的母体，它们的通式为(PR)2，其中R代表一个有机基团。